# مانتورویل (مینه‌سوتا)
مانتورویل، مینه‌سوتا (به انگلیسی: Mantorville, Minnesota) یک شهر در ایالات متحده آمریکا است که در شهرستان دوج واقع شده‌است.

## خصوصیات
مانتورویل ۳٫۷۶ کیلومترمربع مساحت و ۱٬۱۹۷ نفر جمعیت دارد و ۳۵۹ متر بالاتر از سطح دریا واقع شده‌است.